# Cynaeda obscura
Cynaeda obscura is een vlinder uit de familie van de grasmotten (Crambidae). De wetenschappelijke naam van deze soort is voor het eerst voorgesteld als Aporodes obscura door William Warren in een publicatie uit 1892.
De soort komt voor in Rusland (Wolgograd).